# Grčik
Grčik (ali Gorčik) je majhen nenaseljen otoček v Jadranskem morju. Pripada Hrvaški. Nahaja se ob severni obali Korčule, v bližini Vele Luke.
Površina otočka je 9810 m². Dolžina obale je 381 m in se dviga do 7 m nad morje.